# 호스맨 (2009년 영화)
《호스맨》(영어: Horsemen)은 미국에서 제작된 요나스 오켈룬드 감독의 2009년 심리 공포 스릴러 영화이다. 데니스 퀘이드 등이 출연하였고, 마이클 베이 등이 제작에 참여하였다.

## 출연진
- 데니스 퀘이드
- 장쯔이
- 루 테일러 푸치
- 클리프턴 콜린스 주니어
- 패트릭 퓨깃
- 페테르 스토르마레
- 에릭 밸포
- 첼시 로스
- 리엄 제임스
- 데이비드 더스트몰천
- 배리 셔바카 헨리
- 폴 둘리

## 기타 제작진
- 공동 제작: 니콜 브라운, 켈리 코놉, 제러마이아 새뮤얼스, 마이크 웨버
- 배역: 린지 헤이스 크루거, 데이비드 래퍼포트
- 미술: 샌디 코크런
- 세트: 스티븐 안트
- 소품팀: 피터 에밍크